# Bihartorda
Bihartorda é um município da Hungria, situado no condado de Hajdú-Bihar. Tem 22,38 km² de área e sua população em 2015 foi estimada em 941 habitantes.